# Голицын, Фёдор Николаевич
Князь Фёдор Никола́евич Голи́цын (7 [18] апреля 1751 — 5 [17] декабря 1827, Москва) — куратор Московского университета, поэт-любитель, автор мемуаров, владелец усадьбы Петрово-Дальнее.

## Биография
Представитель княжеского рода Голицыных, Фёдор Николаевич родился 7(18) апреля 1751 года и был старшим сыном генерал-майора Николая Фёдоровича Голицына (1728—1780) и его супруги Прасковьи Ивановны, урождённой Шуваловой (1734—1802). Его сестрой была мемуаристка Варвара Головина. По материнской линии — племянник бездетного вельможи Ивана Ивановича Шувалова.

С рождения был зачислен на службу в лейб-гвардии Конный полк. Находился под покровительством своего дяди Шувалова. В 1771 году получил чин корнета. Позднее в чине поручика отчислен ко двору. В 1768 году с целью совершенствования образования был отправлен в гран-тур за границу, где в то время проживал Шувалов. В Риме Фёдор Николаевич обучался у иезуитов математике, после переехал в Женеву, где начал серьезный курс учения у разных профессоров. Он несколько раз посещал Вольтера в Фернее. 

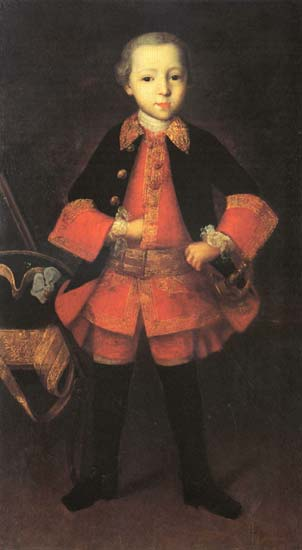
9-летний Федя Голицын

Посетив Вюртемберг, Баварию, Голландию и Англию, в конце 1773 года 22-летний князь Голицын прибыл в Париж. Шувалов ввёл племянника в высшее парижское общество и представил королю Людовику XVI и Марии-Антуанетте. Они выказывали Голицыну своё расположение и приглашали его на субботние вечера. Прожив во Франции три года, летом 1777 года Фёдор Николаевич вернулся в Москву. Его приезд в Россию был вызван кончиной его младшего 18-летнего брата, князя Ивана Николаевича.
По приезде в Петербург в сентябре 1777 года князь Голицын был представлен императрице и пожалован в камер-юнкеры. В 1779 году получил назначение в 1-й департамент Сената за обер-прокурорским столом. С 1786 года — камергер. Желая служить только по дипломатической части, или вовсе не служить, Голицын только два раза получал незначительные дипломатические поручения. В 1787 году в Стокгольме он благодарил короля за его поздравление Екатерины с возвращением её из Крыма, а в 1790 году в Вене — поздравлял Леопольда II со вступлением на престол.
Пользуясь особым расположением к себе великого князя Павла Петровича, Голицын часто бывал у него в Гатчине и Павловске. Известие о кончине Екатерины II застало его в Москве. Он поспешил в Петербург и принимал участие во всех похоронных процессиях.

## Московский университет

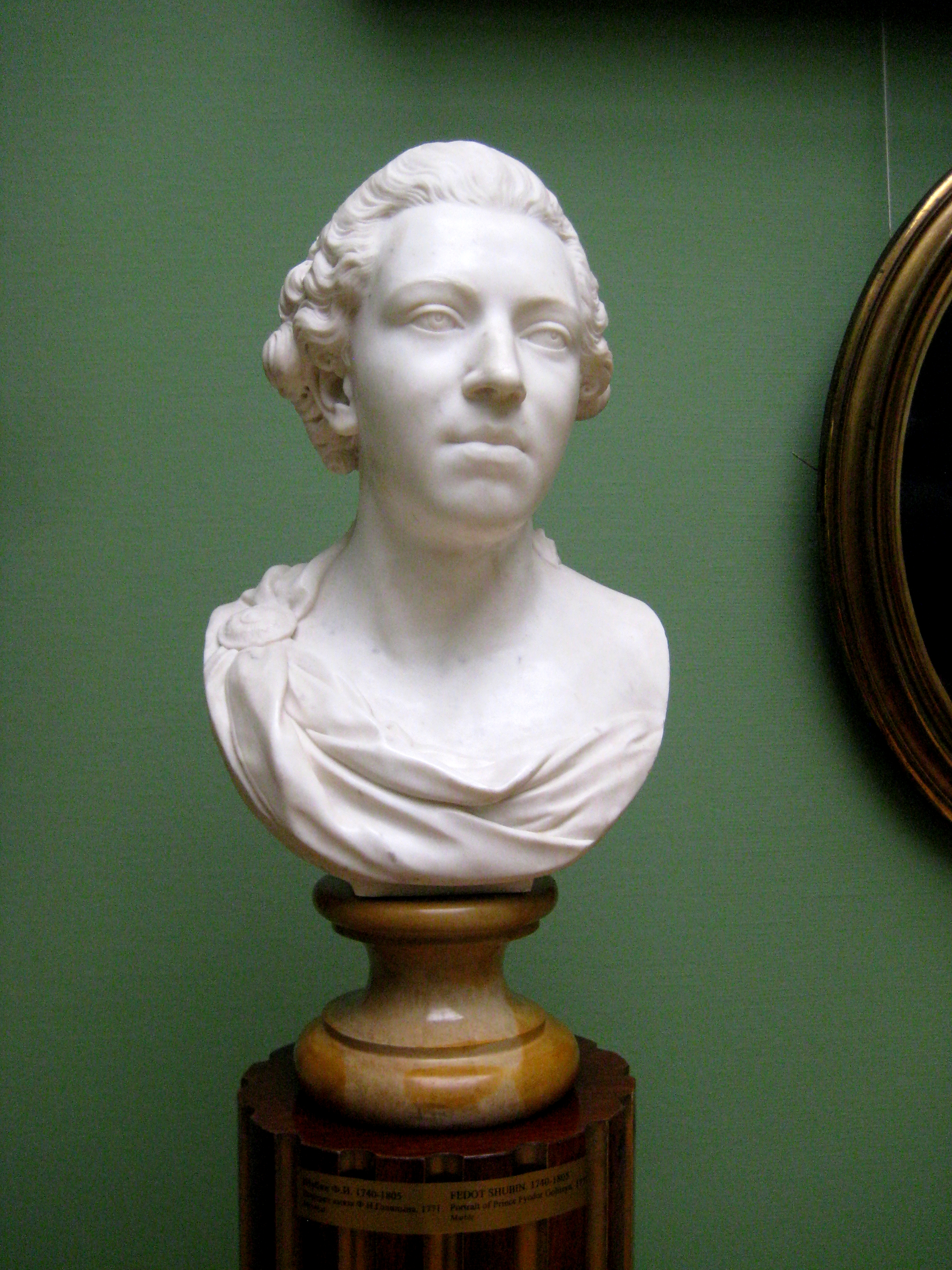
20-летний князь запечатлён на бюсте Ф. Шубина

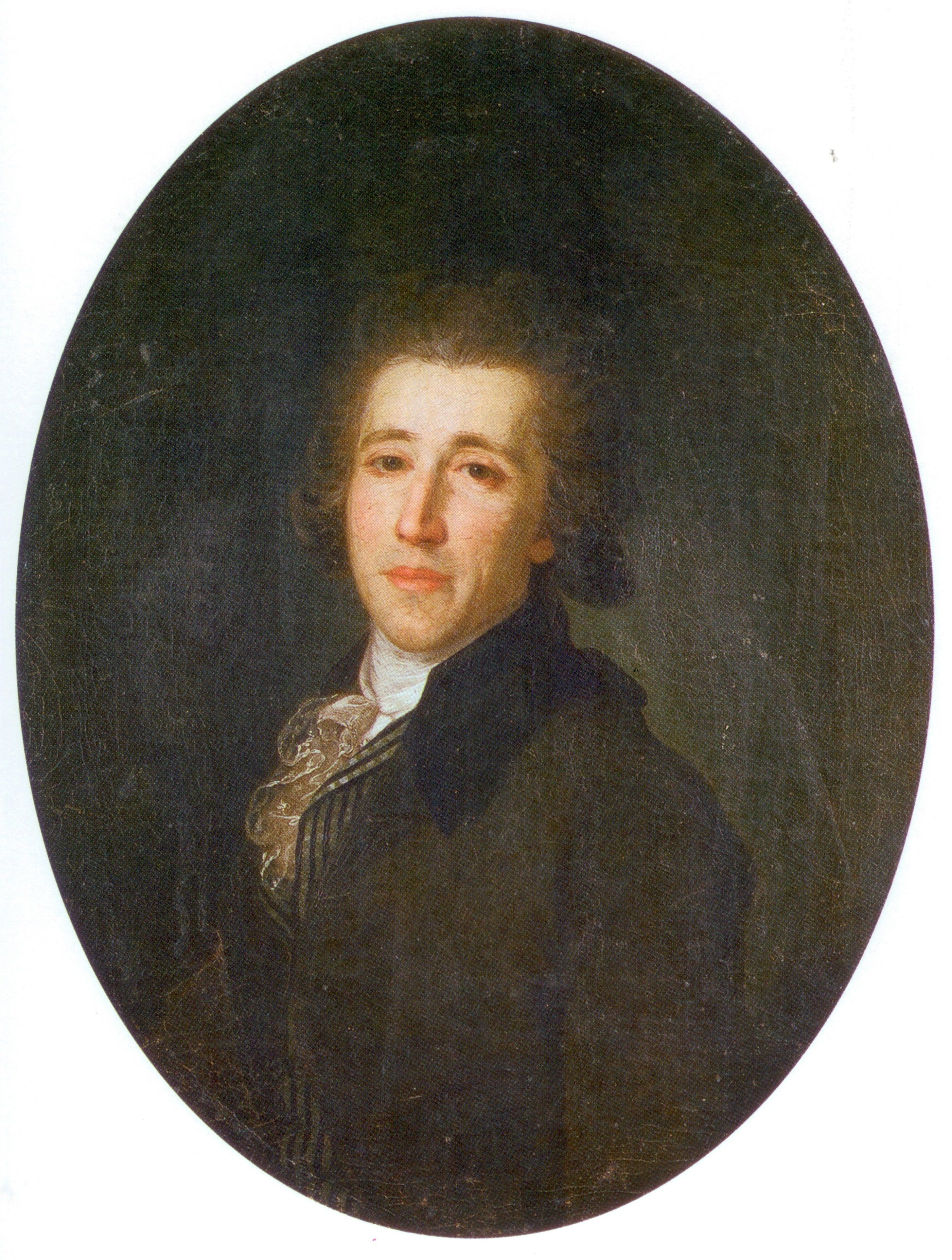
Портрет 1790-х

По просьбе старика Шувалова император Павел I в декабре 1796 года назначил Голицына куратором Московского университета, пожаловав при этом чин тайного советника. В Москве Голицын поселился в доме Шувалова на Покровке и в своём отношении к университету как бы символизировал преемственность от его основателя. По свидетельству профессора Тимковского, Голицын произвел на профессоров благоприятное впечатление своей любезностью и вниманием, но главные заботы его касались внешнего благоустройства — ремонта и чистоты; и на это он привлекал много пожертвований. Голицын заботился об улучшении жизни казённокоштных студентов и учеников, добился увеличения финансирования университета, покровительствовал талантливым выпускникам (некоторые из них при посредничестве Голицына были переведены на службу в Санкт-Петербург). Однако с 1798 года меры Голицына по управлению университетом начали встречать противодействие нового куратора П. И. Голенищева-Кутузова, о назначении которого Голицын заметил, что «легко добиться можно должности или места, которое впрочем совсем не нужно, да и излишнее. Сверх того можно испортить учреждённый порядок».
Служебное положение Голицына не могло не приблизить его к современному ученому и литературному миру. Державин, чьи сочинения он издал, и Карамзин были с ним в переписке, так же как и многие академики Петербургской Академии наук. Несогласия между кураторами университета вынудили князя Голицына в конце 1801 года, по болезни жены, уехать за границу, а 21 ноября 1803 года, по случаю упразднения должности куратора, он уволился от службы тайным советником.

## Последние годы
Во время второго своего пребывания в Париже, Голицын был представлен первому консулу Наполеону Бонапарту. Со свойственной ему грубостью, Наполеон спросил князя, на каком основании он носит Мальтийский крест, не будучи католиком, на что князь ответил, что крест этот он получил от гроссмейстера ордена императора Павла I, и что православные такие же христиане, как и католики, после чего первый консул круто от него отвернулся.

Похоронив в 1804 году жену в Париже, князь Голицын вернулся в Россию. Зиму он проводил в Москве, а лето в Петровском, из которых более не выезжал, до самой своей кончины, кроме как в 1812 году. Имея двух старших сыновей, князей Николая и Ивана, на военной службе, Голицын долго не решался покинуть Москвы, благодаря настоятельным уверениям графа Ростопчина, что неприятель Москву не займет. При виде же почти опустевшей столицы, он в конце августа 1812 года с двумя младшими сыновьями переселился во Владимир, где провел зиму в доме Языкова. 

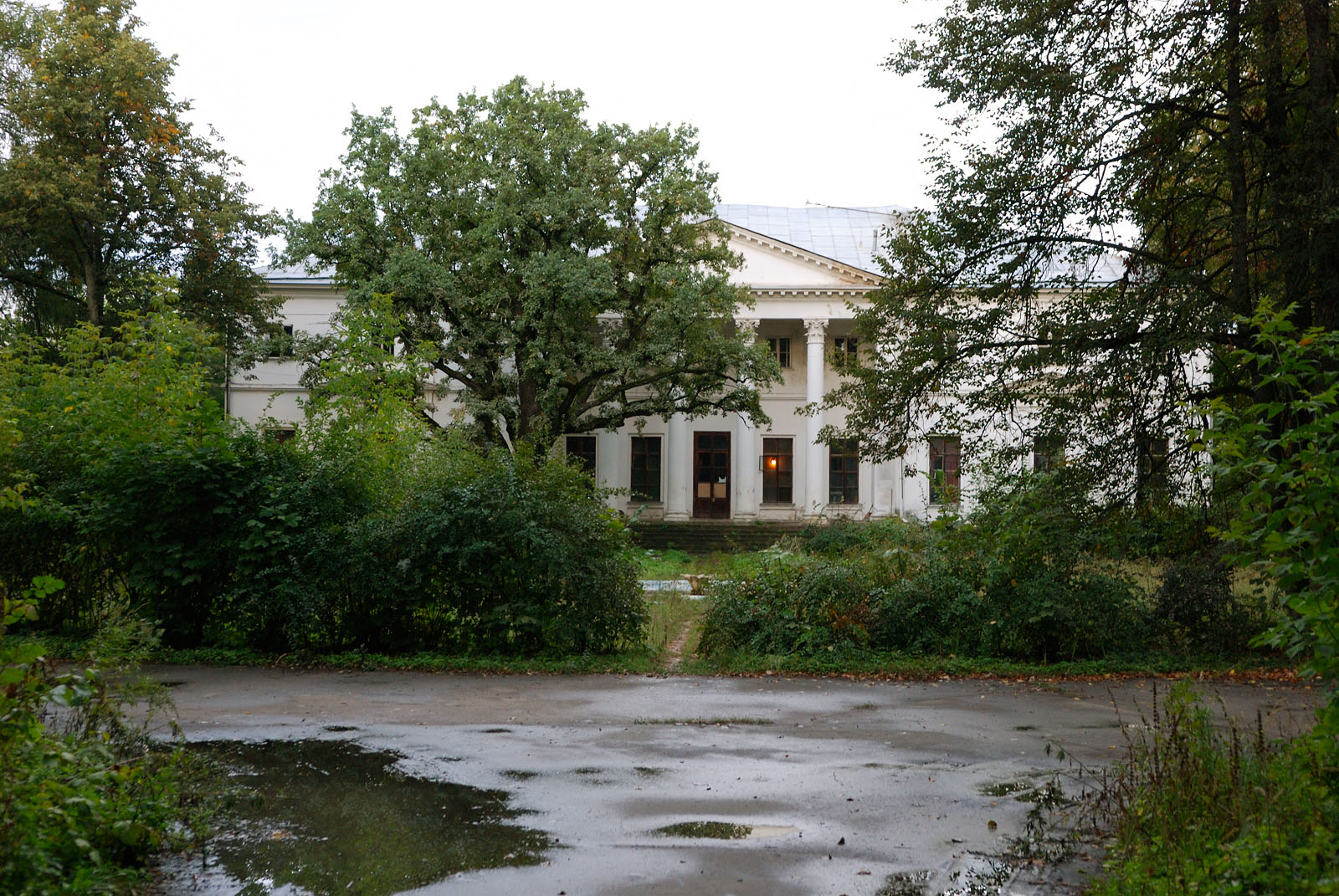
Усадебный дом Ф. Н. Голицына в Петровском

В Москве Голицын жил широкою барскою жизнью, имел большой штат прислуги и дворовых людей, но одновременно с этим вел лично образ жизни замкнутый, нисколько не расточительный. С поступлением на службу его сыновей и их отъездом из дома, князь все более и более оставался одиноким, хотя он посещал московское общество и московский клуб, где никогда ни во что не играл. Будучи человеком образованным, свободно владея языками: русским, французским, немецким, английским и итальянским, князь Голицын проводил дни свои в своем кабинете, где много читал и занимался литературным трудом.
Скончался 5(17) декабря 1827 года в Москве. Похоронен в селе Покровском Звенигородского уезда Московской губернии.

## Литературная деятельность
В 1779 году начал свою литературную деятельность. Было опубликовано стихотворение, написанное в стиле од Ломоносова, «Песнь на рождение <> Константина Павловича, сочинённая в Сарском Селе, апреля 27 дня, 1779 года». Князь Голицын занимался переводами, например, перевёл «Разговор Силлы с Эвкратом» Шарля-Луи Монтескьё.
Написал воспоминания о Шувалове — «Жизнь обер-камергера Ивана Ивановича Шувалова, писанная племянником его тайным советником князем Фёдором Николаевичем Голицыным». С 1809 года работал над своими мемуарами, в которых описывал жизнь при дворе.

## В искусстве
- Известен детский портрет князя Фёдора Николаевича в возрасте 9 лет, написанный И. Я. Вишняковым. Эта картина стала последней работой художника. Портрет хранится в Третьяковской галерее.[3]
- В 1771 году скульптор Ф.Шубин создал портреты князя Голицына и И. И. Шувалова.

## Брак и дети
Был женат дважды и имел пятерых сыновей:
1. жена с 13 февраля 1783 год княжна Прасковья Николаевна Репнина (1756—1784), старшая дочь князя Н. В. Репнина и Н. А. Куракиной; фрейлина. Княжна Репнина в июне 1780 года пела в присутствии императрицы Екатерины песнь на прибытие её с императором Иосифом II в Смоленск. Брак был бездетным и недолгим, через несколько месяцев после свадьбы, молодая княгиня заболела воспалением легких, перешедшим в скоротечную чахотку. Ей предписано было врачами ехать в Италию, но больная Прасковья Николаевна не выдержала путешествия и должна была остановиться в Смоленске у своего отца, где и скончалась 19 октября 1784 года.
2. жена с 1788 года Варвара Ивановна Шипова (176?—1804), вдова князя Михаила Алексеевича Волконского; дочь флота капитан-лейтенанта Ивана Петровича Шипова от брака с княжной Варварой Алексеевной Горчаковой. Супруги Голицыны жили в основном в Москве в собственном доме на Покровке, лето они проводили в своём любимом имении Петровском. В первом браке у Варвары Ивановны был один сын Павел, второму мужу она родила ещё пять сыновей. После рождения младшего сына её здоровье пошатнулось настолько, что врачи настояли на необходимости ехать за границу. Князь Голицын был вынужден оставить службу и отвезти больную жену в город Барегес в Пиренеях, а затем в Париж. Теплый климат не принес пользы княгине Варваре Ивановне. Она постепенно угасала и 14 сентября 1804 года скончалась в Париже. Была похоронена на небольшом кладбище Le Calvaire, на Монмартре, близ базилики Сакре-Кёр.
  - Николай Фёдорович (1789—1860), воспитанник Кадетского корпуса, адъютант генерала от инфантерии Лобанова-Ростовского. Выйдя в отставку в 1816 году, поступил на службу в архив Министерства иностранных дел Российской империи в Москве, с 1833 года статский советник. В 1817 году женился на Анне Фёдоровне Бахметевой (1799—1842), по случаю их свадьбы одна из современниц писала: «Старший сын Голицына, похожий на него, как две капли воды, да ещё вдобавок вечно болеет флюсом, женится на m-lle Бахметевой. Она некрасива, но прекрасно поет, отличная музыкантша, хорошо воспитана и имеет порядочное состояние»[4]. Брак был бездетный. Похоронен вместе с женой в Симоновом монастыре в Москве.
  - Иван Фёдорович (1789—1835), крестник Шувалова, служил колонновожатым, затем в лейб-гвардии гусарского полка, полковник, с 1820 года в отставке, занимался хозяйством. В 1831 году поступил на службу директором секретной части Канцелярии московского генерал-губернатора князя Д. В. Голицына. Скончался скоропостижно холостым в своем имении Новомихайловском.
  - Фёдор Фёдорович по прозвищу Fifi (07.12.1793[5]—1854), родился в Петербурге, крещен в Никольском Богоявленском морском соборе при восприемтстве И. И. Шувалова и графини А. И. Головиной; начал службу в Министерстве юстиции, затем был директором Комиссии погашения долгов, камергер, дипломат, служил поверенным в Голландии. В 1847 году потеряв зрение, поселился в Петербурге, где и умер. Был холостым, но имел воспитанницу, Феодорину Миллот, вышедшую замуж в 1856 году за доктора медицины Монкевича.
  - Александр Фёдорович (1796—1866), камергер, член Государственного Совета, действительный тайный советник, с 1821 года женат на графине Надежде Ивановне Кутайсовой (1796—1868).
  - Михаил Фёдорович (1800—1873), шталмейстер, тайный советник, богородский и звенигородский уездный предводитель дворянства, благотворитель и коллекционер, с 1832 года женат на графине Луизе Трофимовне Барановой (1810—1887).

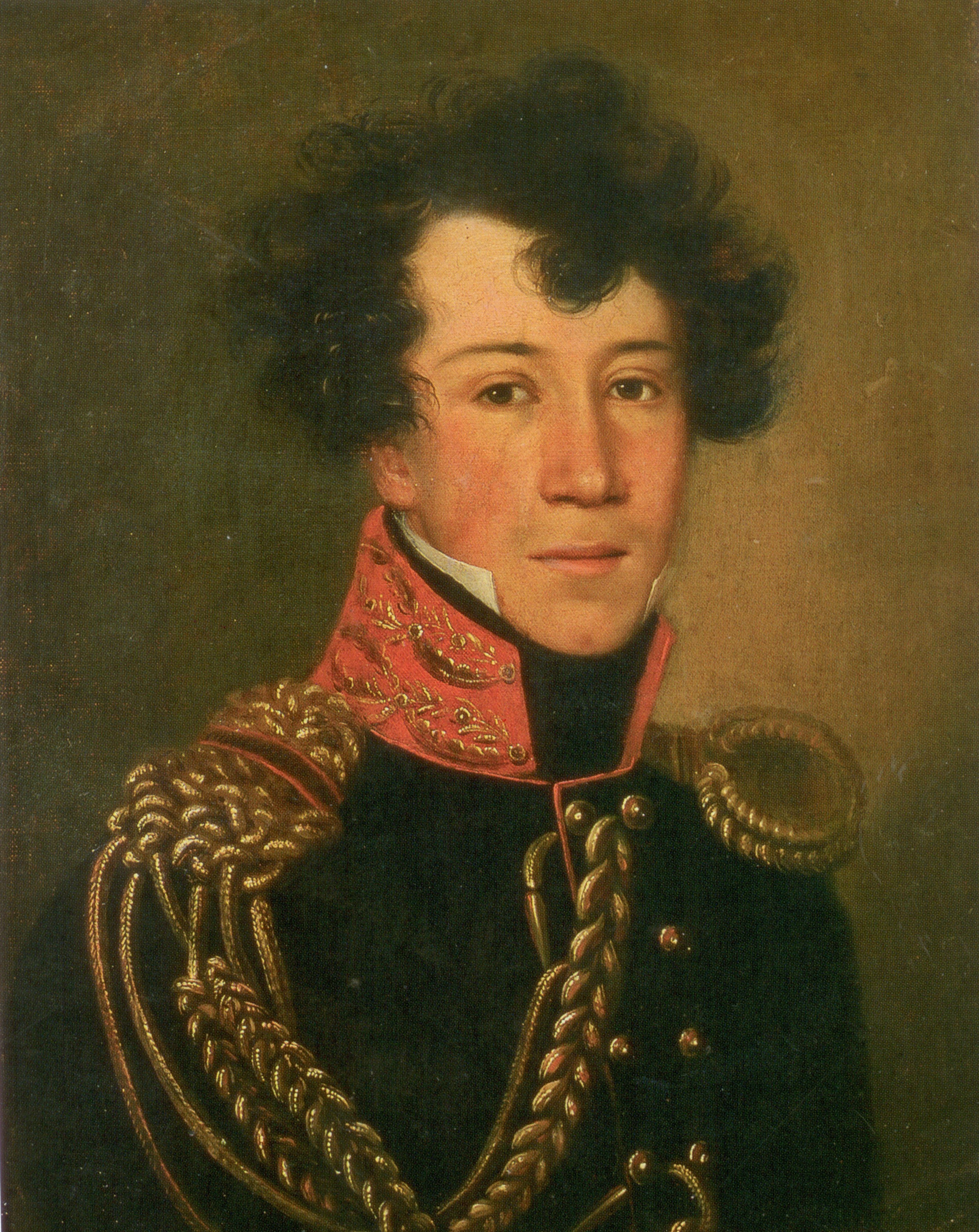
Николай Фёдорович, сын
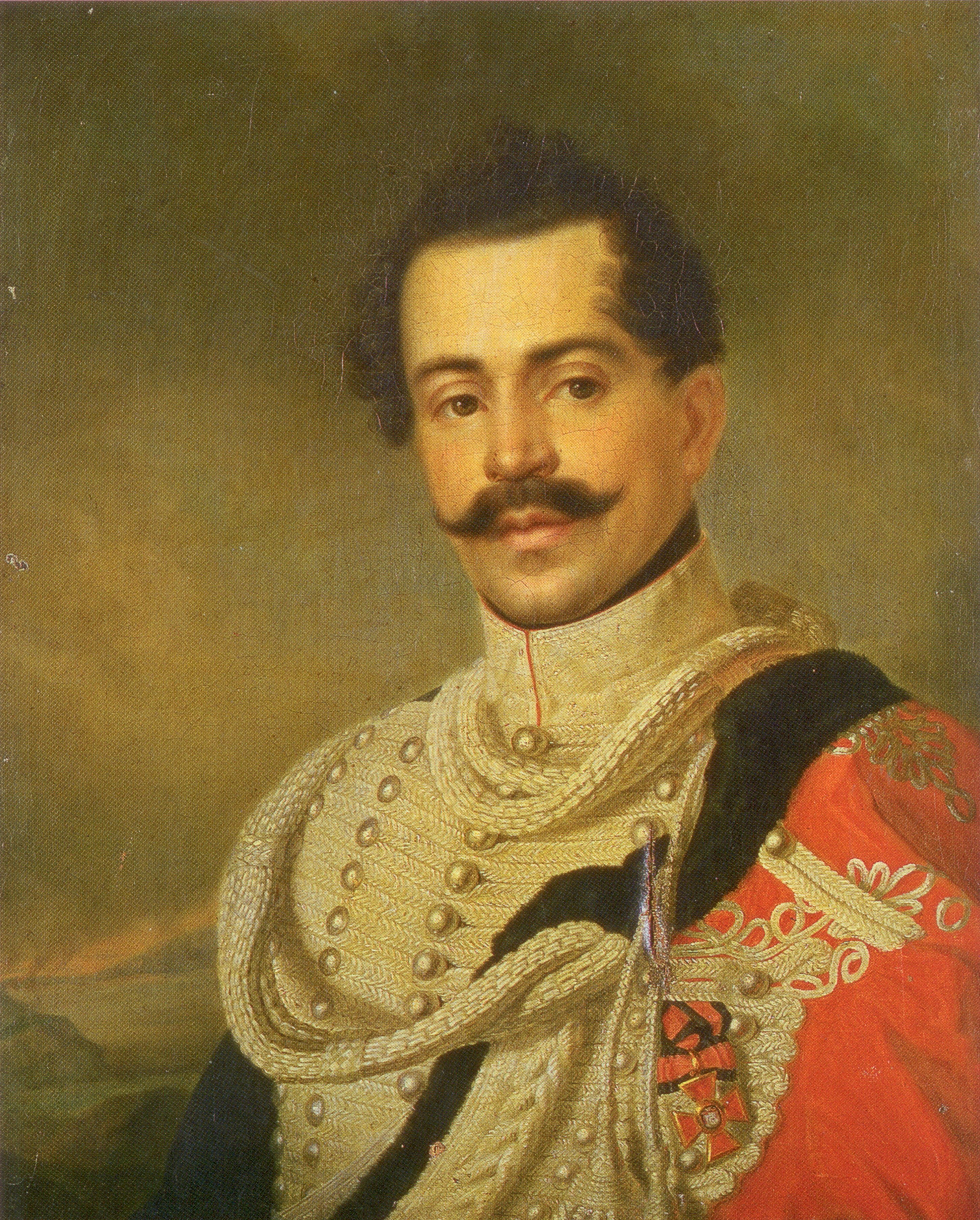
Иван Фёдорович, сын
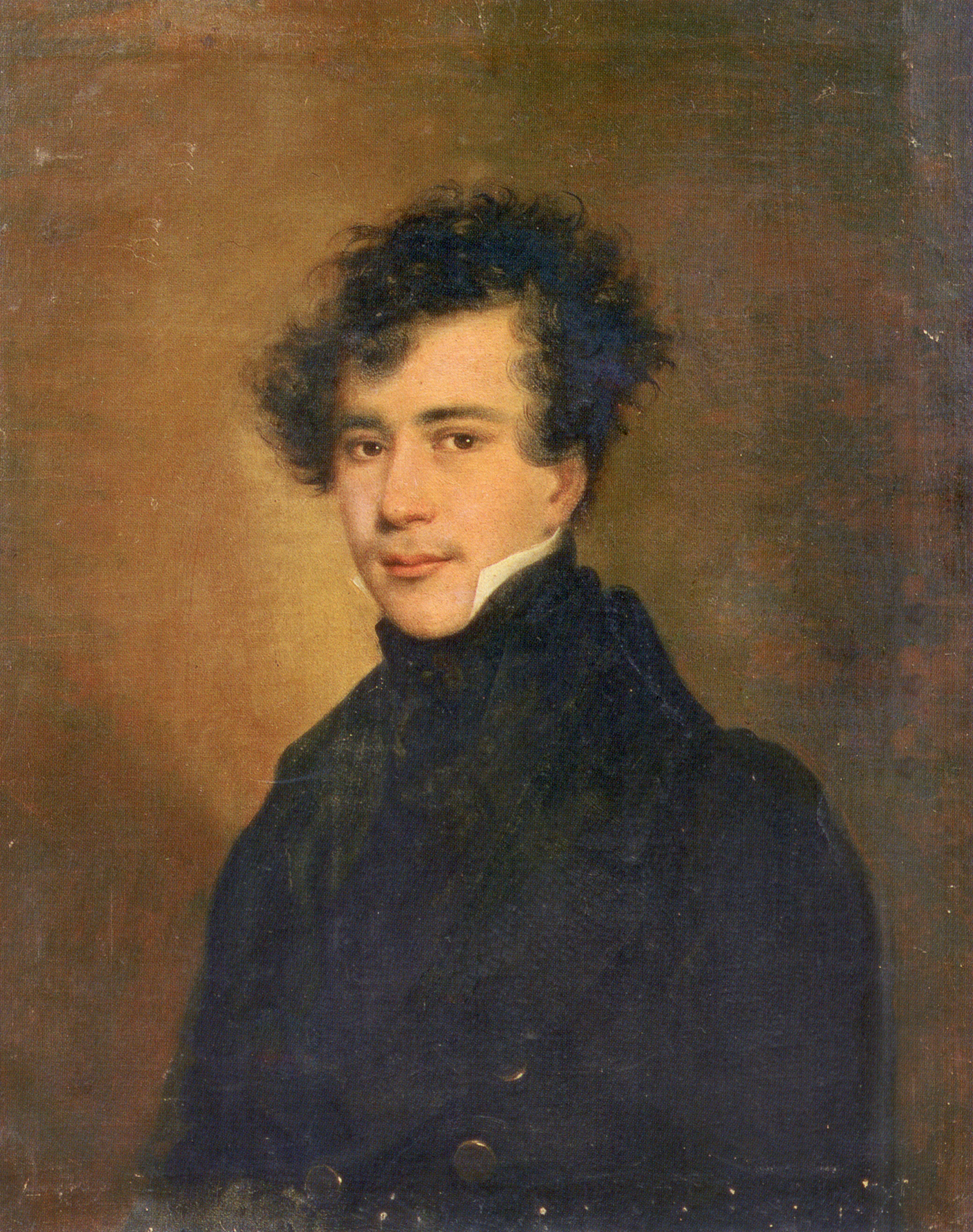
Александр Фёдорович, сын
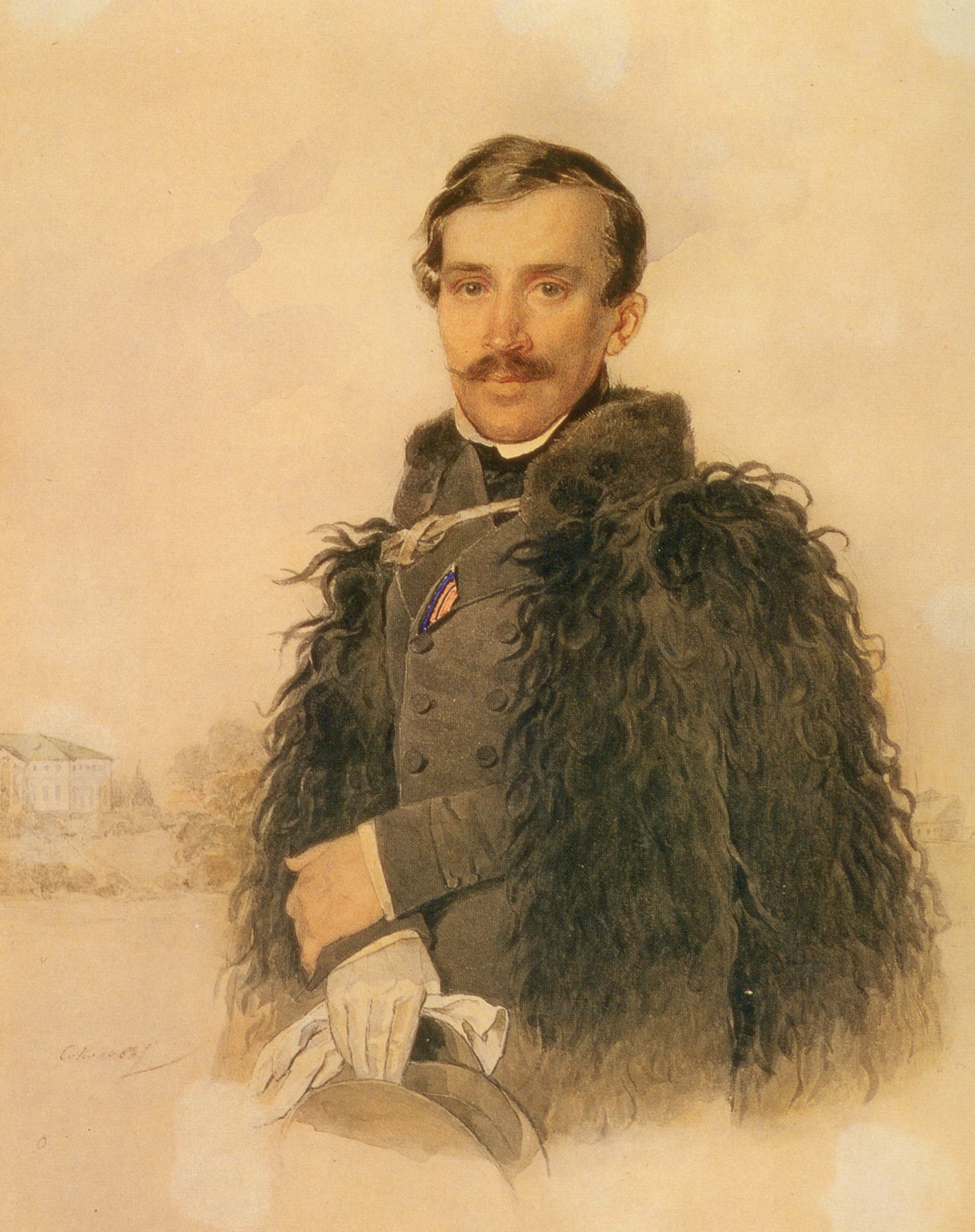
Михаил Фёдорович, сын